# 이다 라폰테인
이다 라폰테인(Ida LaFontaine, 1997년 5월 19일 ~ )은 스웨덴의 가수이다.